# Trachyntis
Trachyntis é um gênero de traça pertencente à família Agonoxenidae.